# Save a Prayer
Singles de Duran Duran
Hungry Like the Wolf
(1982) Rio
(1982)
Save a Prayer est une chanson du groupe Duran Duran, sortie en single en 1982. C'est le troisième extrait de l'album Rio, également sorti en 1982.

## Historique
En 1987, le groupe enregistre une version acoustique pour Amnesty International, présente sur l'album The Secret Policeman's Balls: The Secret Policeman's Third Ball.

## Clip

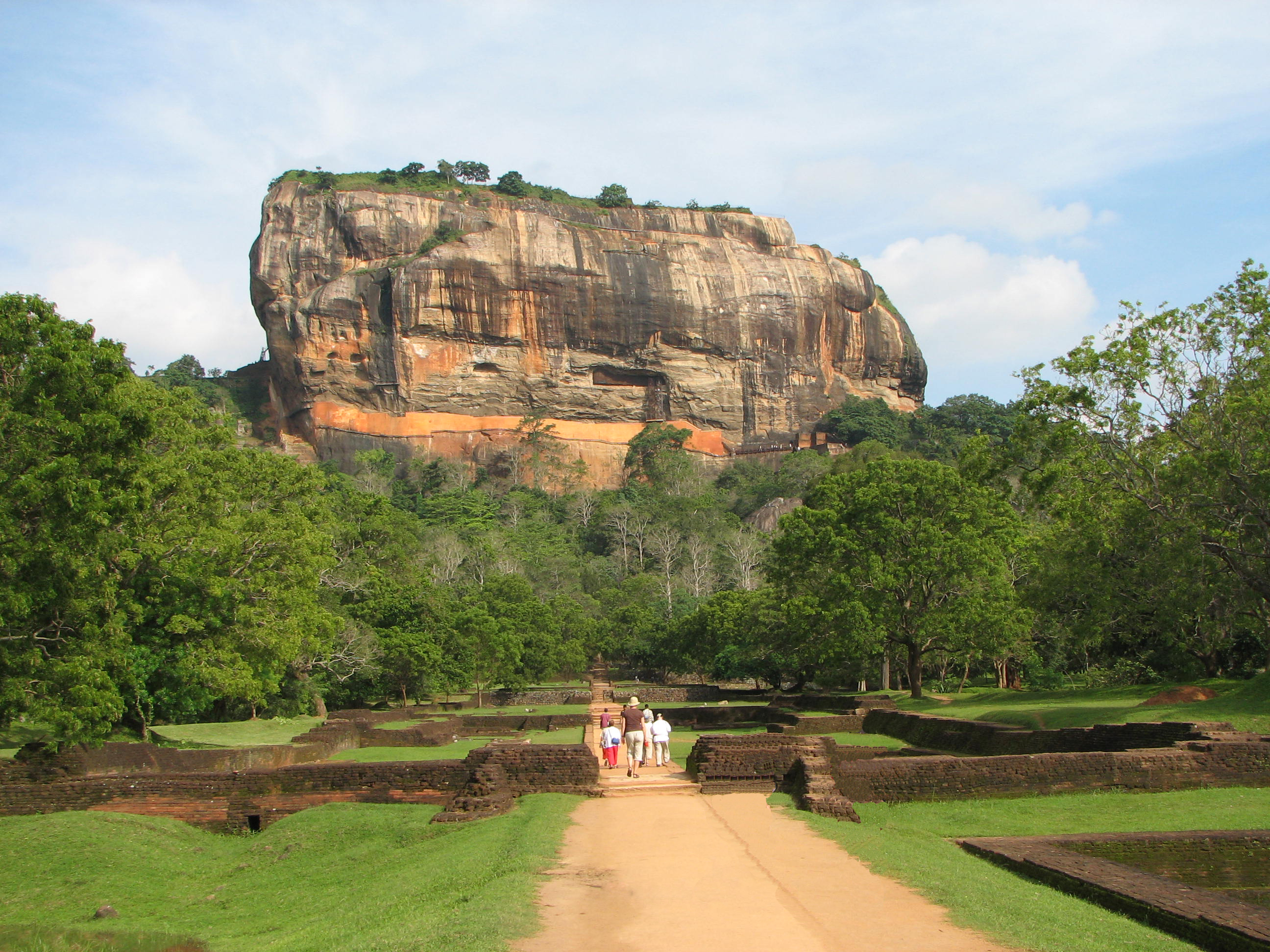
Le rocher de Sigirîya

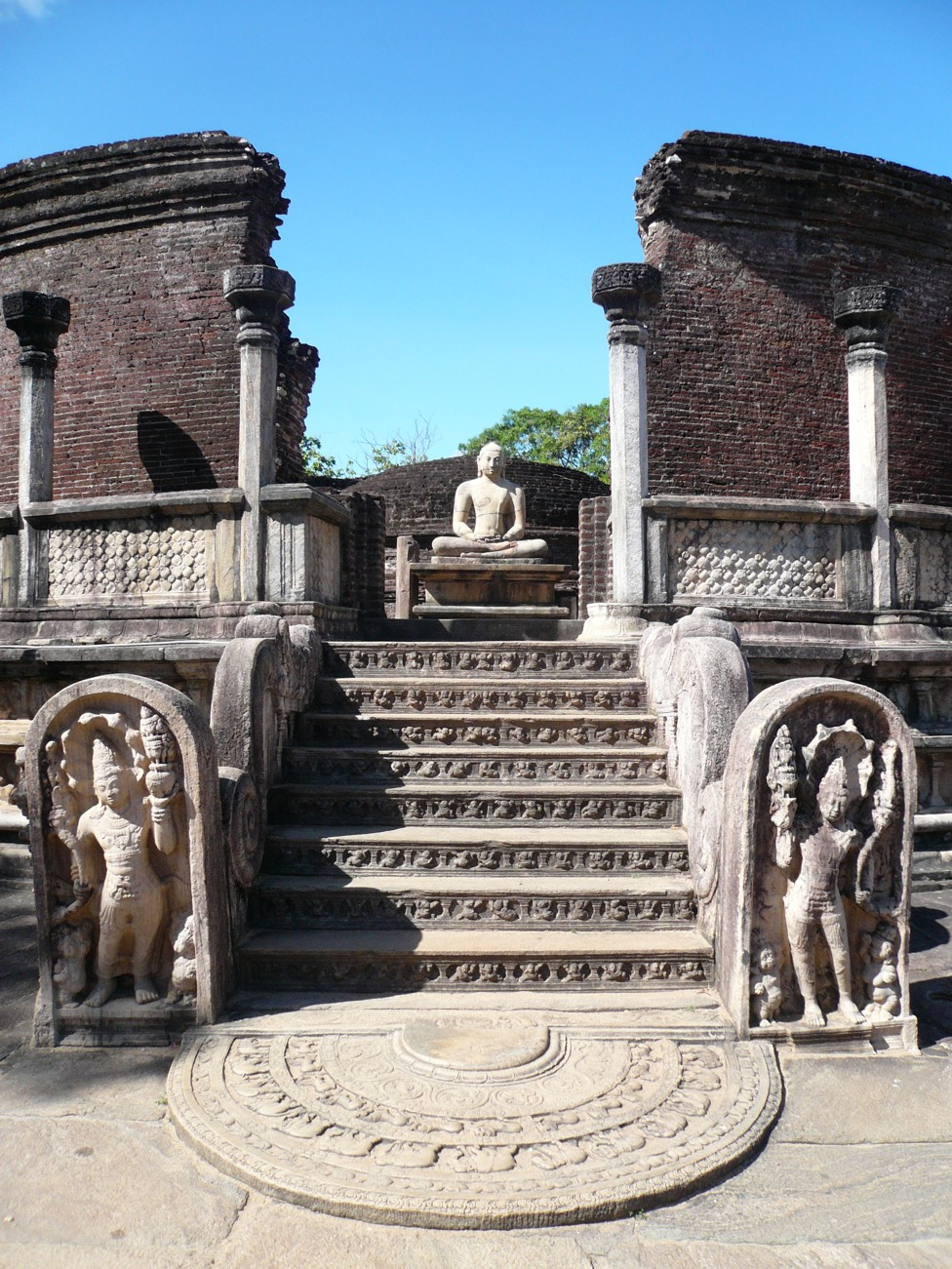
Cité historique de Polonnâruvâ

Le clip est réalisé par l'Australien Russell Mulcahy, qui avait déjà travaillé avec le groupe pour les vidéos de Planet Earth et Night Boat en 1981 et My Own Way et Hungry Like the Wolf en 1982.
Le tournage a lieu en avril 1982 au Sri Lanka, en même temps que celui de Hungry Like the Wolf. Les scènes sont tournées sur le site archéologique de Sigirîya et à Polonnâruvâ. Le tournage est difficile mais reste un souvenir mémorable pour le groupe. Alors que Simon Le Bon, Roger Taylor et John Taylor sont sur les lieux pour le clip, Andy Taylor et Nick Rhodes sont restés à Londres pour le mixage de l'album Rio. Ces derniers prendront ensuite l'avion pour rejoindre les autres membres ; Nicl Rhodes porte alors les mêmes vêtements qu'à son départ de Londres,
Quand le groupe arrive dans la capitale, Colombo, il fait très chaud et Nick Rhodes n'est pas très à l'aise avec ses vêtements. Ils voyagent à l'arrière d'un camion pour un trajet de plusieurs heures vers Kandy, au centre du pays, où ils sont logés. Ils sont alors frappés par la pauvreté et la misère qu'il voit durant leur périple,.
Durant le tournage de scènes avec des éléphants, une femelle a fait un bruit étrange, qui sera enregistré puis rejoué par un membre de l'équipe.
Lors du tournage d'une scène dans un lagon, Andy Taylor tombe dans l'eau et en absorbe par accident. Il sera ainsi hospitalisé après avoir contracté un virus, ce qui perturbe la tournée du groupe en Australie.
Andy Taylor racontera par la suite dans son autobiographique que ce tournage a été très intense et marquant, notamment quand débuta un an plus tard la guerre civile du Sri Lanka.
Une version live sort en 1984. Simon Le Bon dédicacera cette version à Marvin Gaye, assassiné la veille. Cette vidéo provient de la série de concerts à Oakland qui apparaissent dans le film Arena (An Absurd Notion).

## Liste des titres et différents formats
| 1. Save a Prayer – 5:25 2. Hold Back the Rain (remix) – 3:58 1. Save a Prayer – 5:25 2. Hold Back the Rain (12" remix) – 7:05 1. Save a Prayer – 3:45 (surnommé US Single version) 2. Save a Prayer (version live « from the Arena ») – 3:35 | 1. Save a Prayer – 5:25 2. Save a Prayer (version live « from the Arena ») – 6:11 3. Careless Memories (version live « from the Arena ») – 4:06 1. Save a Prayer (7" Edit) – 5:25 2. Hold Back the Rain (Remix) – 3:56 3. Hold Back the Rain (12" Remix) – 7:05 |

## Classements
La chanson est à l'époque le meilleur classement d'un single de Duran Duran au UK Singles Chart (2e). Elle n'attendra pas la 1re place, barrée par le succès de Eye of the Tiger du groupe Survivor. Aux États-Unis, le single ne sortira qu'en 1985, avec notamment une 16e place au Billboard Hot 100.
| Pays et classement (1982)      | Meilleure position |
| ------------------------------ | ------------------ |
| Royaume-Uni - UK Singles Chart | 2                  |
| Irlande - Irish Singles Chart  | 2                  |
| France - SNEP                  | 1                  |
| Australie - ARIA Charts        | 56                 |
| Pays et classement (1985)      | Meilleure position |
| États-Unis - Billboard Hot 100 | 16                 |

## Crédits
Duran Duran
- Simon Le Bon : chant principal
- Nick Rhodes : claviers, synthétiseur
- John Taylor : basse, chœurs
- Roger Taylor : batterie, percussions
- Andy Taylor : guitare, chœurs

Autres
- Colin Thurston : producteur, ingénieur du son

## Reprises
Save a Prayer a notamment été reprise par Tony Hadley, Shut Up & Dance, Eve's Plum, Polyanna, Dune, Oliver Haze, 56K featuring Beejay, ...
En 2007, les Arctic Monkeys font une référence à la chanson dans leur single Teddy Picker : « I don't want your prayer, save it for the morning after ».
Les Eagles of Death Metal ont repris la chanson sur leur dernier album Zipper Down. 

### Version des Eagles of Death Metal
Le groupe de rock américain Eagles of Death Metal reprend Save a Prayer sur son album Zipper Down sorti en 2015.
Après l'attaque terroriste du Bataclan où le groupe se produisait le 13 novembre 2015, des internautes britanniques lancent une campagne de soutien, en solidarité avec le groupe et les victimes des attentats,. Cette campagne consiste à télécharger la reprise de Save a Prayer pendant la semaine du 13 au 19 novembre afin qu'elle obtienne la meilleure place dans les charts britanniques. La chanson est également téléchargée dans d'autres pays européens, et c'est en Belgique qu'elle obtient son meilleur classement.
Simon Le Bon a fait savoir que les recettes perçues pour cette version seraient reversées à des œuvres caritatives.
Classements
| Classement (2015)                       | Meilleure position |
| --------------------------------------- | ------------------ |
| Allemagne (Media Control AG)            | 48                 |
| Belgique (Flandre Ultratop 50 Singles)  | 5                  |
| Belgique (Wallonie Ultratop 50 Singles) | 11                 |
| France (SNEP)                           | 23                 |
| Pays-Bas (Nederlandse Top 40)           | 73                 |
| Royaume-Uni (UK Singles Chart)          | 53                 |
| Suisse (Schweizer Hitparade)            | 72                 |